# Mixed-ish
Mixed-ish (estilizado como mixed•ish) es una serie de televisión de comedia de situación estadounidense creada por Kenya Barris, Peter Saji y Tracee Ellis Ross, que se estrenó como parte de la temporada de televisión 2019–20, el 24 de septiembre de 2019 en ABC. Es una serie derivada precuela de Black-ish y la segunda serie que se separará de la primera serie después de Grown-ish de Freeform. El 28 de octubre de 2019, ABC anunció una temporada completa de la serie con 22 episodios. El 14 de mayo de 2021, la serie fue cancelada tras dos temporadas.

## Sinopsis
Basado en los primeros años de vida de la Dra. Rania Barris (esposa del cocreador Kenya Barris), la serie narra los primeros años de Rainbow Johnson mientras cuenta su experiencia de crecer en una familia mestiza en la década de 1980. La familia se enfrenta a dilemas sobre si asimilarse o mantenerse fiel a sí misma cuando los padres de Rainbow se mudan de una comuna hippie a los suburbios en 1985.

## Elenco

### Principal
- Arica Himmel como Rainbow «Bow» Johnson, una adolescente que se está haciendo mayor mientras abraza su herencia birracial.[7]
  - Tracee Ellis Ross como la adulta Rainbow Johnson (narración), que detalla sus antecedentes y los eventos de la vida real en los episodios.
- Tika Sumpter como Alicia Johnson, La buena madre de Bow, que trabaja duro como abogada en la firma de su suegro y ayuda a Bow a abrazar su herencia negra.[7]
- Mark-Paul Gosselaar como Paul Johnson, El padre de Bow. Paul es un padre de hogar y siempre está ahí para la familia. Paul fue interpretado por Anders Holm en el piloto.
- Gary Cole como Harrison Jackson III, El abuelo de Bow[7]
- Christina Anthony como Denise, La tía de Bow, una tía de Tennessee que no tiene miedo de expresar su herencia afroamericana (ya que su idea de cultura está «influenciada» por 227 y Eddie Murphy), aunque tiende a ser estereotipada respecto a la cultura birracial de la familia.[7]
- Mykal-Michelle Harris como Santamonica Johnson, La hermanita de Rainbow con una actitud atrevida.[7]
- Ethan William Childress como Johan Johnson, El hermano de Rainbow, que ha empezado a adoptar una actitud de cultura callejera.[7]

### Recurrente
- Paulet Del Castillo como Micaela
- Caitlin Kimball como la Sra. Collins
- Trinitee Stokes como Tamika
- Isabel Myers como Rebecca
- Luca Luhan como Bryce

### Invitados
- Anthony Anderson como Andre «Dre» Johnson, El esposo de Bow
- Marcus Scribner como Andre «Junior» Johnson, El hijo de Bow
- Miles Brown como Jack Johnson
- Marsai Martin como Diane Johnson
- Blake Anderson como Shaman Dave
- Dallas Young como Rodney
- Leiloni Arrie Pharms como la joven Denise

## Episodios

### Temporadas
| Temporada | Temporada | Episodios | Episodios | Emisión original         | Emisión original   |
| Temporada | Temporada | Episodios | Episodios | Primera emisión          | Última emisión     |
| --------- | --------- | --------- | --------- | ------------------------ | ------------------ |
|           | 1         | 23        | 23        | 24 de septiembre de 2019 | 5 de mayo de 2020  |
|           | 2         | 13        | 13        | 26 de enero de 2021      | 18 de mayo de 2021 |

### Temporada 1 (2019–20)
| N.º en serie | N.º en temp. | Título                          | Dirigido por      | Escrito por                                                                                   | Fecha de emisión original | Código de prod. | Audiencia (millones) |
| ------------ | ------------ | ------------------------------- | ----------------- | --------------------------------------------------------------------------------------------- | ------------------------- | --------------- | -------------------- |
| 1            | 1            | «Becoming Bow»                  | Anton Cropper     | Historia de: Kenya Barris, Peter Saji & Tracee Ellis Ross Guion de: Kenya Barris & Peter Saji | 24 de septiembre de 2019  | 101             | 3.91                 |
| 2            | 2            | «The Warrior»                   | Anton Cropper     | Peter Saji                                                                                    | 1 de octubre de 2019      | 102             | 3.51                 |
| 3            | 3            | «Let Your Hair Down»            | Michael Spiller   | Karin Gist & Peter Saji                                                                       | 8 de octubre de 2019      | 103             | 3.43                 |
| 4            | 4            | «Love is a Battlefield»         | Stephanie Laing   | Angela Nissell                                                                                | 15 de octubre de 2019     | 104             | 2.73                 |
| 5            | 5            | «All She Wants to Do is Dance»  | Matt Sohn         | Jim Brandon & Brian Singleton                                                                 | 22 de octubre de 2019     | 106             | 3.02                 |
| 6            | 6            | «Girls Just Want to Have Fun»   | Oz Rodríguez      | Tim Edwards & Kevin Marburger                                                                 | 29 de octubre de 2019     | 105             | 3.10                 |
| 7            | 7            | «Puttin' on the Ritz»           | Sam Bailey        | Heather Flanders                                                                              | 12 de noviembre de 2019   | 107             | 2.80                 |
| 8            | 8            | «Weird Science»                 | Charles Stone III | Chuck Hayward                                                                                 | 19 de noviembre de 2019   | 108             | 2.62                 |
| 9            | 9            | «Papa Don't Preach»             | Todd Biermann     | Angela Nissel                                                                                 | 26 de noviembre de 2019   | 110             | 2.75                 |
| 10           | 10           | «Do They Know It's Christmas?»  | Anu Valia         | Rachelle Williams                                                                             | 10 de diciembre de 2019   | 109             | 2.96                 |
| 11           | 11           | «When Doves Cry»                | Andy DeYoung      | Jim Brandon & Brian Singleton                                                                 | 7 de enero de 2020        | 111             | 4.77                 |
| 12           | 12           | «It's Tricky»                   | Maggie Carey      | Heather Flanders                                                                              | 14 de enero de 2020       | 112             | 3.68                 |
| 13           | 13           | «Pride (In the Name of Love)»   | Chris Robinson    | Spencer Taylor                                                                                | 21 de enero de 2020       | 113             | 2.36                 |
| 14           | 14           | «True Colors»                   | Michael Spiller   | Tim Edwards & Kevin Marburger                                                                 | 28 de enero de 2020       | 114             | 2.32                 |
| 15           | 15           | «This Charming Man»             | Michael Spiller   | Andrew Ti                                                                                     | 11 de febrero de 2021     | 115             | 2.35                 |
| 16           | 16           | «She Works Hard for the Money»  | Anu Valia         | Chuck Hayward                                                                                 | 18 de febrero de 2021     | 116             | 2.52                 |
| 17           | 17           | «Say Hello, Wave Goodbye»       | Natalia Anderson  | Jesse Esparza                                                                                 | 25 de febrero de 2020     | 117             | 2.30                 |
| 18           | 18           | «Parents Just Don't Understand» | Melissa Kosar     | Melanie Kirschbaum & Alexandra Decas                                                          | 17 de marzo de 2020       | 118             | 2.86                 |
| 19           | 19           | «Doctor! Doctor!»               | Shiri Appleby     | Jim Brandon & Brian Singleton                                                                 | 24 de marzo de 2020       | 119             | 2.86                 |
| 20           | 20           | «Bad Boys»                      | Matthew A. Cherry | Heather Flanders & Angela Nissel                                                              | 7 de abril de 2020        | 120             | 2.84                 |
| 21           | 21           | «Nothing's Gonna Stop Us Now»   | Matt Sohn         | Peter Saji                                                                                    | 14 de abril de 2020       | 122             | 2.46                 |
| 22           | 22           | «Every Little Step»             | Pete Chatmon      | Rachelle Williams                                                                             | 28 de abril de 2020       | 121             | 2.75                 |
| 23           | 23           | «You Got It All»                | Natalia Anderson  | Jesse Esparza & Spencer Taylor & Andrew Ti                                                    | 5 de mayo de 2020         | 123             | 2.63                 |

### Temporada 2 (2021)
| N.º en serie | N.º en temp. | Título                     | Dirigido por      | Escrito por                   | Fecha de emisión original | Código de prod. | Audiencia (millones) |
| ------------ | ------------ | -------------------------- | ----------------- | ----------------------------- | ------------------------- | --------------- | -------------------- |
| 24           | 1            | «Sweet Child O' Mine»      | Todd Biermann     | Jordan Reddout & Gus Hickey   | 26 de enero de 2021       | 201             | 2.67                 |
| 25           | 2            | «Brand New Funk»           | Anton Cropper     | Angela Nissel                 | 2 de febrero de 2021      | 202             | 2.25                 |
| 26           | 3            | «On My Own»                | Todd Biermann     | Jim Brandon & Brian Singleton | 9 de febrero de 2021      | 203             | 1.99                 |
| 27           | 4            | «Livin' on a Prayer»       | Anton Cropper     | Spencer Taylor                | 16 de febrero de 2021     | 204             | 2.16                 |
| 28           | 5            | «My Prerogative»           | Anton Cropper     | Emilia Serrano                | 23 de febrero de 2021     | 205             | 2.11                 |
| 29           | 6            | «Just the Two of Us»       | Shiri Appleby     | Jesse Esparza                 | 2 de marzo de 2021        | 206             | 1.74                 |
| 30           | 7            | «You Give Love a Bad Name» | Gail Lerner       | Andrew Ti                     | 23 de marzo de 2021       | 207             | 1.90                 |
| 31           | 8            | «She's a Bad Mama Jama»    | Anton Cropper     | Helen Krieger                 | 30 de marzo de 2021       | 208             | 2.05                 |
| 32           | 9            | «Material Girl»            | Natalia Anderson  | Lindsey Shockley              | 6 de abril de 2021        | 209             | 1.66                 |
| 33           | 10           | «You Dropped a Bomb On Me» | Todd Biermann     | Jordan Reddout & Gus Hickey   | 20 de abril de 2021       | 211             | 1.72                 |
| 34           | 11           | «Tainted Love»             | Millicent Shelton | Carolyn Portner               | 27 de abril de 2021       | 210             | 1.75                 |
| 35           | 12           | «Walk This Way»            | Anton Cropper     | Jim Brandon & Brian Singleton | 11 de mayo de 2021        | 212             | 1.50                 |
| 36           | 13           | «Forever Young»            | Anton Cropper     | Eric Ernst                    | 18 de mayo de 2021        | 213             | 1.63                 |

## Desarrollo
El 2 de mayo de 2019, se anunció que el episodio Black-ish que se emitiría el 7 de mayo de 2019, sería archivado. El episodio, titulado «Becoming Bow», presenta una versión más joven del personaje de Rainbow viviendo con su familia, y en su lugar servirá como episodio piloto para la nueva serie, con el elenco de la serie de padres apareciendo en una introducción de cameo flash-forward. El 14 de mayo de 2019, se anunció que la serie se estrenaría en el otoño de 2019 y se emitiría los martes a las 9:00 P.M. La serie se estrenó el 24 de septiembre de 2019.
Tracee Ellis Ross, que interpreta a la adulta Bow en Black-ish, servirá como productora ejecutiva y narradora de la serie, con los principales coprotagonistas Anthony Anderson y Laurence Fishburne también como productores ejecutivos. Mixed-ish es la última serie que Barris ayudó a crear antes de firmar su acuerdo con Netflix en agosto de 2018. Barris había pedido una salida de su acuerdo con ABC Studios debido a que el estudio se ocupaba de los controvertidos episodios de Black-ish y de los pilotos rechazados que él había ayudado a crear.
Anders Holm interpretaría originalmente el padre de Bow, Paul Jackson, e interpretó el papel en el episodio piloto de la serie, pero él dejó la serie antes de que fuera anunciada por ABC. El 19 de junio de 2019, se anunció que Mark-Paul Gosselaar sustituyó a Holm en el papel de Paul Jackson, y las escenas con Holm en el episodio «Becoming Bow», que se convirtió en el piloto, fueron posteriormente rodadas con Gosselar.
En las promos, el apellido de la familia es «Johnson» (el mismo apellido que la familia de Bow en Black-ish), aunque el apellido de los personajes Harrison y Paul es «Jackson», lo que implica que la familia materna de Bow todavía usa el nombre «Johnson». Esto se mencionó durante el episodio «Johnson & Johnson», en el que Dre se entera de que Bow nunca tomó formalmente su apellido después de casarse. Además, los episodios enumerados llevan el nombre de canciones, programas de televisión y películas que se hicieron durante la década de 1980.
El 28 de octubre de 2019, se anunció una temporada completa con 22 episodios.

## Lanzamiento

### Marketing
El 14 de mayo de 2019, ABC lanzó el primer tráiler oficial de la serie.

## Banda sonora
El 5 de agosto de 2019, Mariah Carey confirmó que grabó el tema de la serie, titulado In the Mix. La canción fue escrita y producida por Carey y el compositor y productor Daniel Moore y llegó al número nueve en Billboard.
Durante un panel de discusión con Barris y Carey, Barris declaró que quiere que Carey aparezca como invitada en la serie.

## Recepción

### Críticas
En Rotten Tomatoes la serie tiene un índice de aprobación del 78%, basado en 18 reseñas, con una calificación promedio de 6.5/10. El consenso crítico del sitio dice, «Mientras que necesita más tiempo para establecer su propia voz cómica, Mixed-ish y su atractivo elenco han tenido un comienzo dulce e inteligente». En Metacritic, tiene puntaje promedio ponderado de 70 sobre 100, basada en 9 reseñas, lo que indica «criticas generalmente favorables».

### Audiencias

#### Temporada 1
| N.º | Título                          | Fecha de emisión         | ÍA/CP (18–49) | Audiencia (millones) | DVR (18–49) | Audiencia DVR (millones) | Total (18–49) | Audiencia total (millones) |
| --- | ------------------------------- | ------------------------ | ------------- | -------------------- | ----------- | ------------------------ | ------------- | -------------------------- |
| 1   | «Becoming Bow»                  | 24 de septiembre de 2019 | 0.9/4         | 3.91                 | 0.6         | 1.76                     | 1.5           | 5.67                       |
| 2   | «The Warrior»                   | 1 de octubre de 2019     | 0.7/4         | 3.51                 | 0.4         | 1.30                     | 1.1           | 4.81                       |
| 3   | «Let Your Hair Down»            | 8 de octubre de 2019     | 0.7/3         | 3.43                 | 0.4         | 1.24                     | 1.1           | 4.66                       |
| 4   | «Love is a Battlefield»         | 15 de octubre de 2019    | 0.6/3         | 2.73                 | 0.4         | 1.07                     | 1.0           | 3.80                       |
| 5   | «All She Wants to Do is Dance»  | 22 de octubre de 2019    | 0.7/3         | 3.02                 | 0.4         | 1.02                     | 1.1           | 4.03                       |
| 6   | «Girls Just Want to Have Fun»   | 29 de octubre de 2019    | 0.8/3         | 3.10                 | 0.3         | 0.91                     | 1.1           | 4.01                       |
| 7   | «Puttin' on the Ritz»           | 12 de noviembre de 2019  | 0.6/3         | 2.80                 | 0.3         | 0.91                     | 0.9           | 3.71                       |
| 8   | «Weird Science»                 | 19 de noviembre de 2019  | 0.6/3         | 2.62                 | 0.3         | 0.90                     | 0.9           | 3.52                       |
| 9   | «Papa Don't Preach»             | 26 de noviembre de 2019  | 0.6/3         | 2.75                 | 0.2         | 0.84                     | 0.8           | 3.60                       |
| 10  | «Do They Know It's Christmas?»  | 10 de diciembre de 2019  | 0.5/3         | 2.96                 | 0.3         | 0.93                     | 0.8           | 3.89                       |
| 11  | «When Doves Cry»                | 7 de enero de 2020       | 1.1/5         | 4.77                 | 0.2         | 0.76                     | 1.3           | 5.54                       |
| 12  | «It's Tricky»                   | 14 de enero de 2020      | 0.7/4         | 3.68                 | 0.2         | 0.78                     | 0.9           | 4.46                       |
| 13  | «Pride (In the Name of Love)»   | 21 de enero de 2020      | 0.5/3         | 2.36                 | 0.2         | 0.79                     | 0.7           | 3.14                       |
| 14  | «True Colors»                   | 28 de enero de 2020      | 0.5/3         | 2.32                 | 0.2         | 0.75                     | 0.7           | 3.07                       |
| 15  | «This Charming Man»             | 11 de febrero de 2020    | 0.5           | 2.35                 | 0.2         | 0.73                     | 0.7           | 3.08                       |
| 16  | «She Works Hard for the Money»  | 18 de febrero de 2020    | 0.5           | 2.52                 | 0.2         | 0.69                     | 0.7           | 3.20                       |
| 17  | «Say Hello, Wave Goodbye»       | 25 de febrero de 2020    | 0.5           | 2.30                 | 0.2         | 0.72                     | 0.7           | 3.02                       |
| 18  | «Parents Just Don't Understand» | 17 de marzo de 2020      | 0.6           | 2.86                 | 0.3         | 0.82                     | 0.9           | 3.68                       |
| 19  | «Doctor! Doctor!»               | 24 de marzo de 2020      | 0.6           | 2.86                 | 0.2         | 0.74                     | 0.8           | 3.60                       |
| 20  | «Bad Boys»                      | 7 de abril de 2020       | 0.6           | 2.84                 | 0.1         | 0.62                     | 0.7           | 3.44                       |
| 21  | «Nothing's Gonna Stop Us Now»   | 14 de abril de 2020      | 0.5           | 2.46                 | 0.2         | 0.67                     | 0.7           | 3.14                       |
| 22  | «Every Little Step»             | 28 de abril de 2020      | 0.5           | 2.75                 | 0.2         | 0.66                     | 0.7           | 3.40                       |
| 23  | «You Got It All»                | 5 de mayo de 2020        | 0.5           | 2.63                 | 0.2         | 0.74                     | 0.7           | 3.38                       |

#### Temporada 2
| N.º | Título                     | Fecha de emisión      | ÍA/CP (18–49) | Audiencia (millones) | DVR (18–49) | Audiencia DVR (millones) | Total (18–49) | Audiencia total (millones) |
| --- | -------------------------- | --------------------- | ------------- | -------------------- | ----------- | ------------------------ | ------------- | -------------------------- |
| 1   | «Sweet Child O' Mine»      | 26 de enero de 2021   | 0.6           | 2.67                 | —           | —                        | —             | —                          |
| 2   | «Brand New Funk»           | 2 de febrero de 2021  | 0.5           | 2.25                 | —           | —                        | —             | —                          |
| 3   | «On My Own»                | 9 de febrero de 2021  | 0.4           | 1.99                 | —           | —                        | —             | —                          |
| 4   | «Livin' on a Prayer»       | 16 de febrero de 2021 | 0.5           | 2.16                 | —           | —                        | —             | —                          |
| 5   | «My Prerogative»           | 23 de febrero de 2021 | 0.4           | 2.11                 | —           | —                        | —             | —                          |
| 6   | «Just the Two of Us»       | 2 de marzo de 2021    | 0.4           | 1.74                 | —           | —                        | —             | —                          |
| 7   | «You Give Love a Bad Name» | 23 de marzo de 2021   | 0.4           | 1.90                 | —           | —                        | —             | —                          |
| 8   | «She's a Bad Mama Jama»    | 30 de marzo de 2021   | 0.4           | 2.05                 | —           | —                        | —             | —                          |
| 9   | «Material Girl»            | 6 de abril de 2021    | 0.3           | 1.66                 | —           | —                        | —             | —                          |
| 10  | «You Dropped a Bomb On Me» | 20 de abril de 2021   | 0.3           | 1.72                 | —           | —                        | —             | —                          |
| 11  | «Tainted Love»             | 27 de abril de 2021   | 0.3           | 1.75                 | —           | —                        | —             | —                          |
| 12  | «Walk This Way»            | 11 de mayo de 2021    | 0.3           | 1.50                 | 0.1         | 0.54                     | 0.5           | 2.04                       |
| 13  | «Forever Young»            | 18 de mayo de 2021    | 0.3           | 1.63                 | 0.1         | 0.55                     | 0.4           | 2.19                       |